# Ideación
Ideación es el primer disco de la banda uruguaya de rock progresivo Psiglo. Fue publicado en vinilo por el sello Clave en 1973.

## Estilo musical
Psiglo abre su corta carrera musical con este disco, en el cual muestra una estética roquera contracultural y una catalización a través de la música de la violencia que se vivía en Uruguay. La banda se inspiró en grupos de hard rock británico como Deep Purple o Uriah Heep. La canción «Vuela a mi galaxia» se convirtió en la canción más exitosa de la banda, que en 1973 fue un hit bailable en Uruguay.

## Lista de canciones
| Lado A |                       |                                                 |          |  |
| N.º    | Título                | Escritor(es)                                    | Duración |  |
| 1.     | «Siénteme»            | Luis Cesio - Gonzalo Farrugia - Rubén Melogno   |          |  |
| 2.     | «En un lugar un niño» | Psiglo                                          |          |  |
| 3.     | «Catalina»            | Luis Cesio                                      |          |  |
| 4.     | «Vuela a mi galaxia»  | Jorge García - Rubén Melogno - Gonzalo Farrugia |          |  |
| 5.     | «Nuestra calma»       | Luis Cesio - Jorge García - Rubén Melogno       |          |  |

| Lado B |                        |               |          |  |
| N.º    | Título                 | Escritor(es)  | Duración |  |
| 1.     | «Es inútil»            | Rubén Melogno |          |  |
| 2.     | «No pregunten por qué» | Luis Cesio    |          |  |
| 3.     | «Piensa y lucha»       | Psiglo        |          |  |

´

## Integrantes
- Rubén Melogno: Voz líder, percusión.
- Gonzalo Farrugia: Percusión
- Luis Cesio: Cuerdas, vocalista.
- César Rechac: Bajo eléctrico, vocalista.
- Jorge García: Teclados, flauta dulce, vocalista.

Invitados:
- Cuarteto de cuerdas del SODRE en el tema "Catalina".
- Nelson Varela en saxo y Eduardo Giovinazzo en trompeta en el tema "Nuestra calma".

Técnico de grabación: Hugo Manzini

## Reediciones
- Fue reeditado en CD en 1993 por el sello Sondor junto al segundo álbum de Psiglo.
- Fue reeditado en Brasil en CD en 1997 por el sello Record Runner.
- Fue reeditado en vinilo en 2015 por el sello uruguayo Little Butterfly Records.